# Gilonne Guigonnat
Gilonne Guigonnat (Ambilly, 26 de noviembre de 1998) es una deportista francesa que compite en biatlón. Su hermano Antonin compite en el mismo deporte.
Ganó dos medallas en el Campeonato Europeo de Biatlón, en los años 2023 y 2025.

## Palmarés internacional
| Campeonato Europeo | Campeonato Europeo  | Campeonato Europeo | Campeonato Europeo |
| Año                | Lugar               | Medalla            | Prueba             |
| ------------------ | ------------------- | ------------------ | ------------------ |
| 2023               | Lenzerheide (Suiza) | Medalla de bronce  | Persecución        |
| 2025               | Martello (Italia)   | Medalla de plata   | Relevo             |